# Manglerud Star Ishockey
Le Manglerud Star est un club de hockey sur glace de Oslo en Norvège. Il évolue en GET-Liagen, le premier échelon norvégien.

## Historique
Le club est créé en 1967. Il a remporté la GET ligaen à 2 reprises. En 2006, il est relégué en 1. divisjon avant d'être promu en GET-Liagen en 2009. Il est relégué une autre fois en 1. divisijon en 2012 avant d'être, une fois de plus, promu, en 2014, en GET-Liagen, sa division actuelle.

## Palmarès
- Vainqueur de la GET ligaen: 1977, 1978.
- Vainqueur de la 1. divisjon: 1993, 2014.